# Bằng Giang (trung tướng)
Bằng Giang (1915-1990) là một Trung tướng Quân đội nhân dân Việt Nam. Ông từng giữ chức Tư lệnh Quân khu Tây Bắc, Phó Tổng Thanh tra Quân đội nhân dân Việt Nam.

## Thân thế
Ông tên thật là Nguyễn Cao Cơ, sinh năm 1915, người dân tộc Tày, quê ở bản Thắc Tháy, xã Đức Long, huyện Hòa An, tỉnh Cao Bằng.
Ông bắt đầu tham gia hoạt động cách mạng từ 1932, trở thành đảng viên Đảng Cộng sản Đông Dương từ năm 1935.
Sau đó ông là Tỉnh uỷ viên Cao Bằng, tổ chức đội trừ gian, phụ trách binh vận, uỷ viên thường vụ Liên Tỉnh uỷ Cao - Bắc - Lạng (1941 - 43), Tỉnh uỷ viên Cao Bằng phụ trách quân sự, chỉ huy diệt phỉ và tước khí giới tàn quân Pháp (1944 - 1945).
Sau Cách mạng tháng Tám ông luôn giữ cương vị chỉ huy trong quân đội, là Khu phó, Khu trưởng Khu I, Khu X (1946-1947), Tư lệnh Liên khu X, Khu Tây Bắc (1948 - 54), tham gia các Chiến dịch Biên giới, Tây Bắc, Điện Biên Phủ... (1950 - 54). Ngày 26/5/1948 ông Bằng Giang, Đặc phái viên Bộ Tổng chỉ huy được cử giữ chức Liên khu trưởng Liên khu 10. Ông Vũ Hiền, Liên khu phó Liên khu 10, được cử giữ chức Quyền Liên khu trưởng Liên khu 10 từ 25/1/1948, giữ lại chức Liên khu phó.
Sau năm 1954 ông giữ chức vụ Tư lệnh Quân khu Tây Bắc (6/1957 - 1964) (Vũ Nhất là Chính ủy).
Tư lệnh quân tình nguyện Việt Nam ở Bắc Lào năm 1962,
Hiệu trưởng Trường Sĩ quan Lục quân (1965 - 66),
Phó Tổng Thanh tra Quân đội (1976 - 78).
Ông được bầu làm Đại biểu Quốc hội khoá III, IV, V, VI.

## Lịch sử thụ phong quân hàm
| Quân hàm | Tập tin:Vietnam People's Army Major General.jpg | Tập tin:Vietnam People's Army Lieutenant General.jpg |  |  |  |  |  |  |  |  |  |
| Cấp bậc  | Thiếu tướng                                     | Trung tướng                                          |  |  |  |  |  |  |  |  |  |
|          |                                                 |                                                      |  |  |  |  |  |  |  |  |  |

## Vinh danh
- Huân chương Hồ Chí Minh
- Huân chương Quân công hạng Nhất, Nhì, Ba
- Huân chương Chiến thắng hạng Nhất
- Huân chương Kháng chiến chống Mỹ hạng Nhất...